# AHCTF1
Protein ELYS là protein ở người được mã hóa bởi gen AHCTF1.